# Barbu Catargiu
Pour les articles homonymes, voir Catargiu.
Barbu Catargiu, né le 26 octobre 1807 à Bucarest et mort assassiné le 20 juin 1862 à Bucarest, est un homme d'État roumain et président du Conseil des ministres des Principautés unies de Moldavie et de Valachie.

## Biographie
Barbu Catargiu est le fils du juge Ștefan Catargiu, issu d'une famille noble. Après l'école secondaire, il vit entre 1825 et 1834 dans d'autres pays, principalement en France. C'est à Paris, que Barbu Catargiu étudie l'histoire, la philosophie et l'économie. Le politicien conservateur est un bon orateur et un défenseur de la classe des aristocrates boyards. 
En 1859, le souverain Alexandre Jean Cuza le nomme ministre des Finances des Principautés unies de Moldavie et de Valachie. D'avril 1861 à mai 1861, il est gouverneur de la région de Munténie.
Le 15 février 1862, il prête serment comme président du Conseil des ministres, devenant le premier chef du gouvernement roumain. Il soumet au Parlement une loi visant à déposséder les paysans de leurs terres. Les libéraux y sont fortement opposés, mais le Parlement est alors principalement composé de grands propriétaires terriens en faveur de cette réforme, ce qui mène de nombreux libéraux à démissionner pour peser dans la balance, ce qui n'empêche pas le vote de cette loi de se maintenir dans l'agenda parlementaire. Une violente campagne de presse s'ensuit.
Le 20 juin 1862, Barbu Catargiu est abattu à bout portant par un inconnu au moment de quitter une réunion parlementaire. Deux balles sont tirées, dont une qui l'atteint à la tête. Le président Alexandre Jean Cuza accuse la haine et le fanatisme politique des derniers mois d'avoir mené à cet assassinat.
Il est remplacé par Nicolae Crețulescu, homme politique progressiste.